# Christian Schreider
Christian Willi Heribert Schreider (* 22. Dezember 1971 in Worms) ist ein deutscher Politiker (SPD) und seit 2021 Mitglied des Deutschen Bundestages.

## Ausbildung und Beruf
1991 erhielt Schreider sein Abitur am Max-Planck-Gymnasium Ludwigshafen. Seit 1991 ist er Freier Journalist unter anderem für den Kicker. Von 1992 bis 2000 absolvierte er sein Jurastudium in Mannheim, Bonn und Helsinki. Sein Referendariat absolvierte er am Landgericht Frankenthal.
Von 2001 bis 2002 war er Mitarbeiter beim SPD-Landesverband Rheinland-Pfalz. Danach war er bis 2007 bei SAP in Walldorf angestellt und dort Referent für digitale Verwaltung, Mittelstand & Nachhaltigkeitsfragen. Seit 2007 ist er juristischer Sachverständiger der Freiwilligen Selbstkontrolle Fernsehen in Berlin. Von 2007 bis 2012 war er bei der PER Projektentwicklungsgesellschaft Rheinland-Pfalz in Mainz angestellt und Referent für Kommunalberatung und Sportstättenbau. Danach arbeitete er bis 2016 im Ministerium des Innern und für Sport des Landes Rheinland-Pfalz in Mainz und war dort Referent für Infrastrukturprojekte & Polizeirecht. Seit 2016 ist er bei der Struktur- und Genehmigungsdirektion Süd in Neustadt an der Weinstraße tätig und dort Justitiar der Gewerbeaufsicht für Arbeitssicherheit, Mutterschutz & Immissionsschutz.

## Politische Tätigkeiten
Seit 2003 ist er Landesvorstandsmitglied der SPD-Arbeitsgemeinschaft sozialdemokratischer Juristinnen und Juristen in Rheinland-Pfalz. Seit 2007 ist er Vorstandsmitglied im SPD-Ortsverband Ludwigshafen am Rhein-Friesenheim und Mitglied im Kulturausschuss Ludwigshafen. Seit 2009 ist er Vorstandsmitglied im SPD-Stadtverband Ludwigshafen (LU) und Mitglied des Ortsbeirates Friesenheim. Seit 2011 ist er SPD-Fraktionssprecher im Ortsbeirat LU-Friesenheim und Vorstandsmitglied im SPD-Unterbezirk Vorderpfalz. Seit 2014 ist er stellvertretender Ortsvorsteher von LU-Friesenheim. 
Seit 2019 ist er Stadtrat in Ludwigshafen, stellvertretender Vorsitzender der SPD-Fraktion und Fachsprecher für Verkehr & Sport. Zudem ist er Mitglied im Aufsichtsrat bei Rhein-Neckar-Verkehr und Mitglied der Versammlung des Verkehrsverbundes. Außerdem ist er Mitglied der SPD-Fraktion in der Region Rhein-Neckar.
Bei der Bundestagswahl 2021 gewann er mit 32,8 % der Erststimmen das Direktmandat im Bundestagswahlkreis Ludwigshafen/Frankenthal und zog damit in den 20. Deutschen Bundestag ein. Zudem kandidierte er auf Platz 13 der Landesliste der SPD Rheinland-Pfalz.

## Mitgliedschaften
Schreider ist Vorsitzender des Fördervereins Offener Kanal Ludwigshafen. Zudem ist er Vereinsvertreter im Präsidium des Fußball-Regional-Verband Südwest und Sportrichter des Südwestdeutschen Fußballverbandes.

## Privates
Schreider ist evangelischer Konfession und nach eigenen Angaben ledig. Er lebt in Ludwigshafen am Rhein.